# Blutoir
 (juillet 2025).
Si vous disposez d'ouvrages ou d'articles de référence ou si vous connaissez des sites web de qualité traitant du thème abordé ici, merci de compléter l'article en donnant les références utiles à sa vérifiabilité et en les liant à la section « Notes et références ».

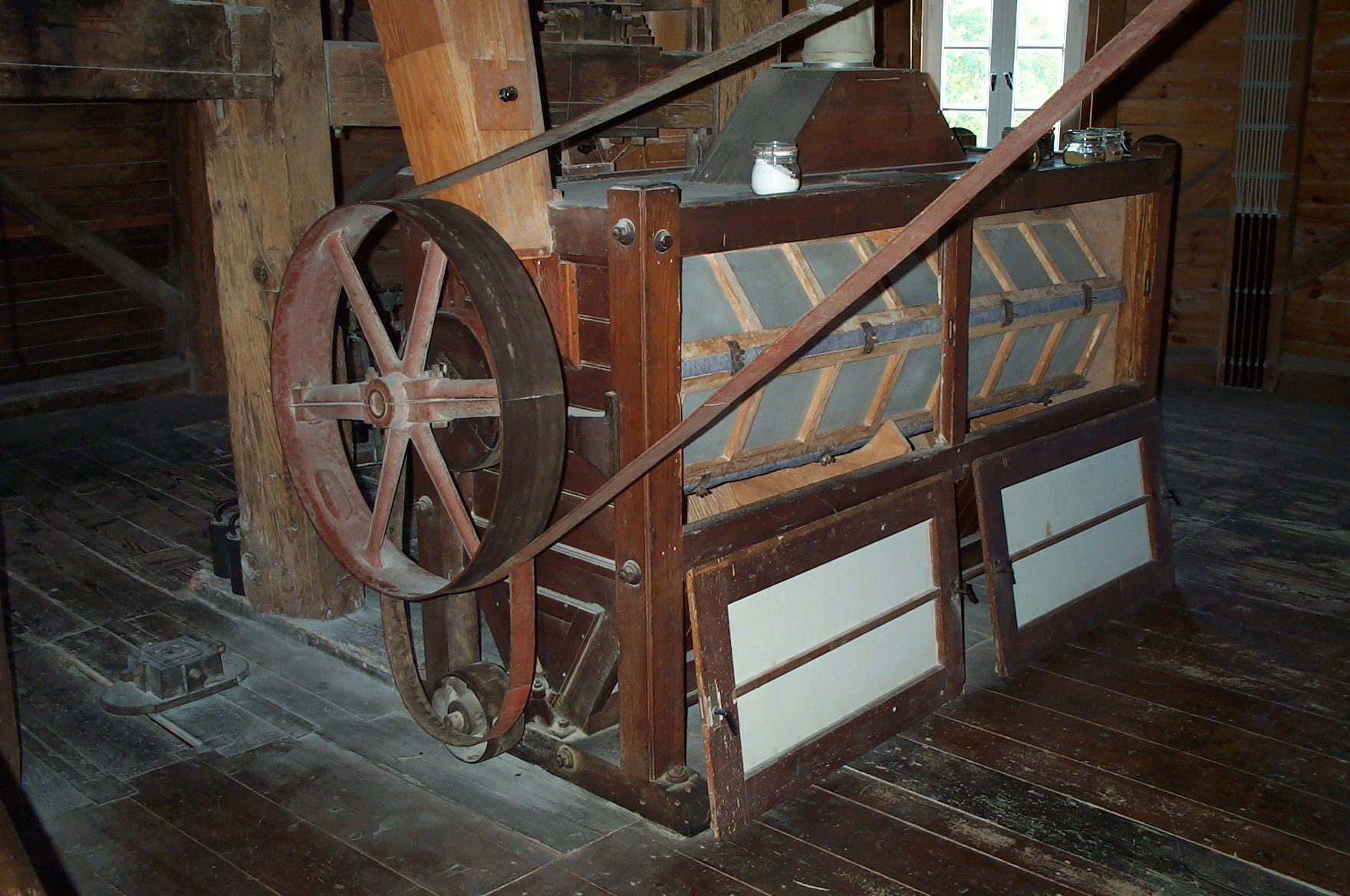
Blutoir ancien dans un moulin à vent.

Le blutoir, ou bluteau, ou encore barite, est un dispositif mécanique qui permet de séparer les diverses particules, selon leur grosseur, d’un matériau après broyage en particulier en meunerie. Il permet de séparer la farine des autres composants du grain (essentiellement le son) après qu’il ait été moulu dans un moulin ou une minoterie. Par passage dans un tamis au maillage plus ou moins serré, il permet d’obtenir différents degrés de finesse (voir blutage).

## Description

### Blutoir à farine
Le blutoir est un cylindre, ou un tronc de cône, ou encore un volume de section hexagonale, qui tourne sur son axe longitudinal. Il est formé d’une armature entourée d’un tamis. À l’origine l’armature était en bois, le tamis en étamine ou en crin. Par la suite il a été en soie, il est maintenant en matières synthétiques comme le nylon.
Le cylindre du blutoir, ou sas, peut être garni de tamis de maillages différents, du plus serré au plus large, chaque partie, appelée laize, étant placée au-dessus d’un compartiment séparé. L’axe du sas est légèrement incliné. La mouture est introduite dans le sas en mouvement par sa partie haute, et la farine passe au travers du tamis en fonction de son maillage. Le son et les particules les plus grosses sont récupérés à l’autre extrémité du cylindre. L’armature en bois est garnie de petites masses de bois qui coulissent librement sur les rayons intérieurs et qui, quand le cylindre tourne, viennent frapper l’armature extérieure, afin d’empêcher la mouture d’adhérer au tamis.
Le blutoir est essentiel à tout moulin ou minoterie. Dans les moulins, il était souvent actionné par un mécanisme annexe du système moteur, énergie éolienne ou hydraulique. Mais les clients, par économie, se contentaient souvent de faire moudre leur grain, et procédaient au blutage chez eux, selon les besoins. Le blutoir individuel, présent dans un grand nombre d’exploitations agricoles anciennes, se présente sous la forme d’un coffre à portes. Une manivelle permet de faire tourner le cylindre et une trappe sert à introduire la mouture. Objet utilitaire, il était fabriqué simplement, mais certains pouvaient être œuvres d’ébénisterie : beaucoup de blutoirs anciens, débarrassés de leur mécanisme intérieur, sont utilisés comme buffets ou bahuts.
À partir du XIXe siècle, des fabricants proposent des modèles de blutoirs qui modifient peu le principe mais utilisent des mécanismes plus sophistiqués.
Les minoteries industrielles utilisent le plansichter, blutoir formé de coffres parallélépipédiques suspendus, mis en mouvement par un moteur.

### Autres blutoirs
On utilise des blutoirs dans les industries alimentaires, notamment pour obtenir des poudres : cacao et chocolat, fabrication de la moutarde.
Des blutoirs identiques servaient à trier d’autres matières, dont le soufre et le charbon pour faire de la poudre à canon ; le calcaire, pour la fabrication de la chaux ; la craie, pour donner le blanc d’Espagne ou le blanc de Meudon, etc.